# Cauchy-à-la-Tour
Cauchy-à-la-Tour est une commune française située dans le département du Pas-de-Calais en région Hauts-de-France. Ses habitants sont appelés les Cauchois.
La commune fait partie de la communauté d'agglomération de Béthune-Bruay, Artois-Lys Romane qui regroupe 100 communes et compte 275 327 habitants en 2021.

## Géographie

### Localisation
Localisée dans l'est du département du Pas-de-Calais, Cauchy-à-la-Tour est une commune située, à vol d'oiseau, à 7 km au sud-ouest de la commune de Lillers et à 13 km à l'ouest de la commune de Béthune (chef-lieu d'arrondissement).
Le territoire de la commune est limitrophe de ceux de cinq communes.
Les communes limitrophes sont  Auchel, Calonne-Ricouart, Camblain-Châtelain, Ferfay et Floringhem.

### Géologie et relief
La superficie de la commune est de 3,13 km2 ; son altitude varie de 82  à   116 m.

### Hydrographie
Le territoire de la commune est situé dans le bassin Artois-Picardie.
La commune est traversée par le courant de Burbure, cours d'eau naturel de 13 km, qui prend sa source dans la commune de Floringhem et se jette dans l'Eclème au niveau de la commune de Busnes,.

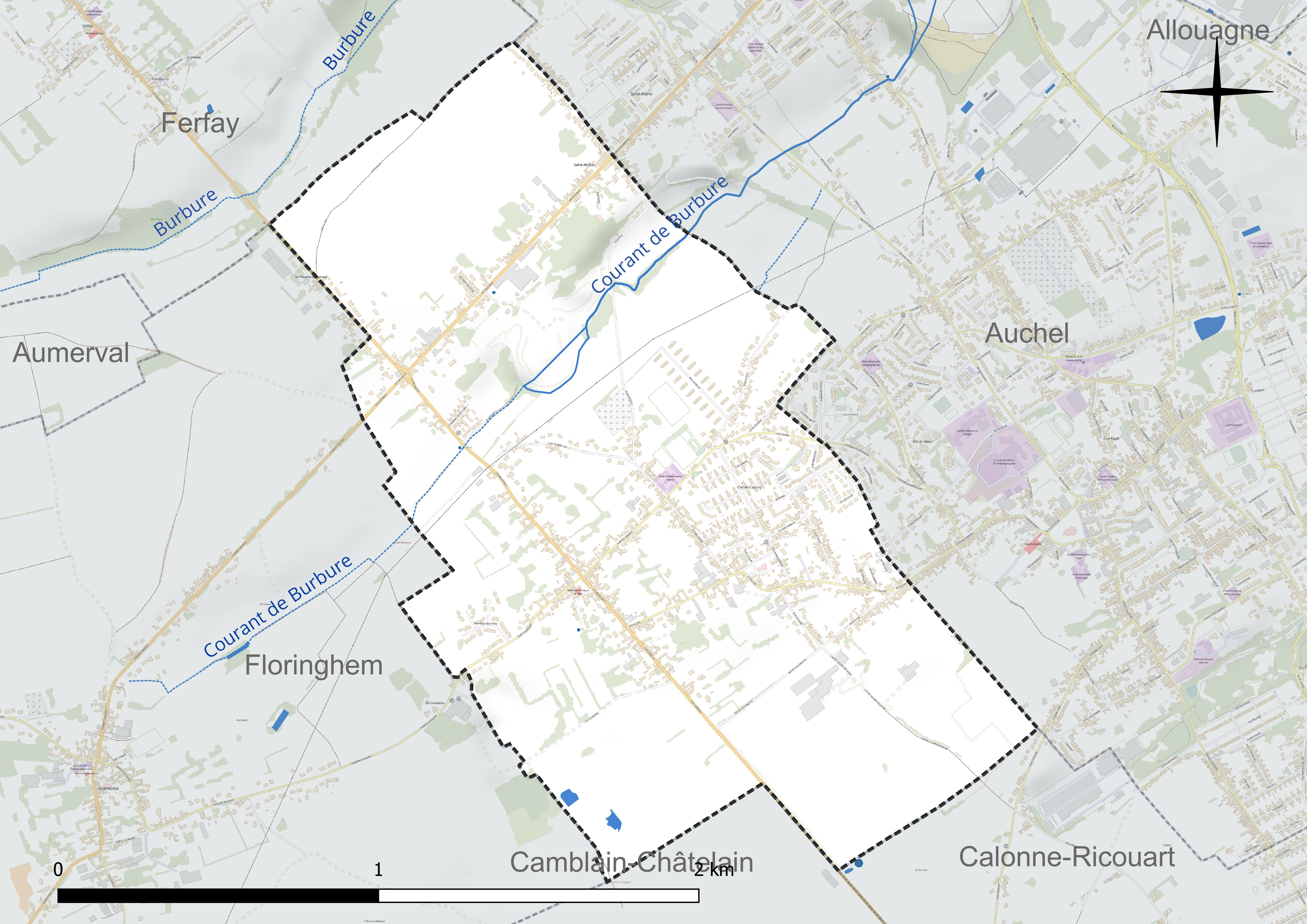
Réseau hydrographique de Cauchy-à-la-Tour.

### Climat
Pour des articles plus généraux, voir Climat des Hauts-de-France et Climat du Pas-de-Calais.
En 2010, le climat de la commune est de type climat océanique altéré, selon une étude du CNRS s'appuyant sur une série de données couvrant la période 1971-2000. En 2020, Météo-France publie une typologie des climats de la France métropolitaine dans laquelle la commune est exposée à un climat océanique et est dans la région climatique Côtes de la Manche orientale, caractérisée par un faible ensoleillement (1 550 h/an) ; forte humidité de l’air (plus de 20 h/jour avec humidité relative > 80 % en hiver), vents forts fréquents.
Pour la période 1971-2000, la température annuelle moyenne est de 10 °C, avec une amplitude thermique annuelle de 13,9 °C. Le cumul annuel moyen de précipitations est de 843 mm, avec 13 jours de précipitations en janvier et 9,1 jours en juillet. Pour la période 1991-2020, la température moyenne annuelle observée sur la station météorologique la plus proche, située sur la commune de Lillers à 7 km à vol d'oiseau, est de 11,1 °C et le cumul annuel moyen de précipitations est de 731,5 mm,. Pour l'avenir, les paramètres climatiques de la commune estimés pour 2050 selon différents scénarios d'émission de gaz à effet de serre sont consultables sur un site dédié publié par Météo-France en novembre 2022.

### Milieux naturels et biodiversité

#### Espèces faunistiques et floristiques
Le site de l’Inventaire national du patrimoine naturel (INPN) recense 270 espèces faunistiques et floristiques sur le territoire de la commune dont 33 protégées et 16 menacées et quasi-menacées.

## Urbanisme

### Typologie
Au 1er janvier 2024, Cauchy-à-la-Tour est catégorisée ceinture urbaine, selon la nouvelle grille communale de densité à sept niveaux définie par l'Insee en 2022.
Elle appartient à l'unité urbaine de Béthune, une agglomération inter-départementale regroupant 94  communes, dont elle est une commune de la banlieue,,. Par ailleurs la commune fait partie de l'aire d'attraction d'Auchel - Lillers, dont elle est une commune du pôle principal,. Cette aire, qui regroupe 29 communes, est catégorisée dans les aires de 50 000 à moins de 200 000 habitants,.

### Occupation des sols
L'occupation des sols de la commune, telle qu'elle ressort de la base de données européenne d’occupation biophysique des sols Corine Land Cover (CLC), est marquée par l'importance des territoires agricoles (52,5 % en 2018), une proportion sensiblement équivalente à celle de 1990 (52,9 %). La répartition détaillée en 2018 est la suivante : 
zones urbanisées (47,5 %), terres arables (45,3 %), zones agricoles hétérogènes (7,2 %). L'évolution de l’occupation des sols de la commune et de ses infrastructures peut être observée sur les différentes représentations cartographiques du territoire : la carte de Cassini (XVIIIe siècle), la carte d'état-major (1820-1866) et les cartes ou photos aériennes de l'IGN pour la période actuelle (1950 à aujourd'hui).

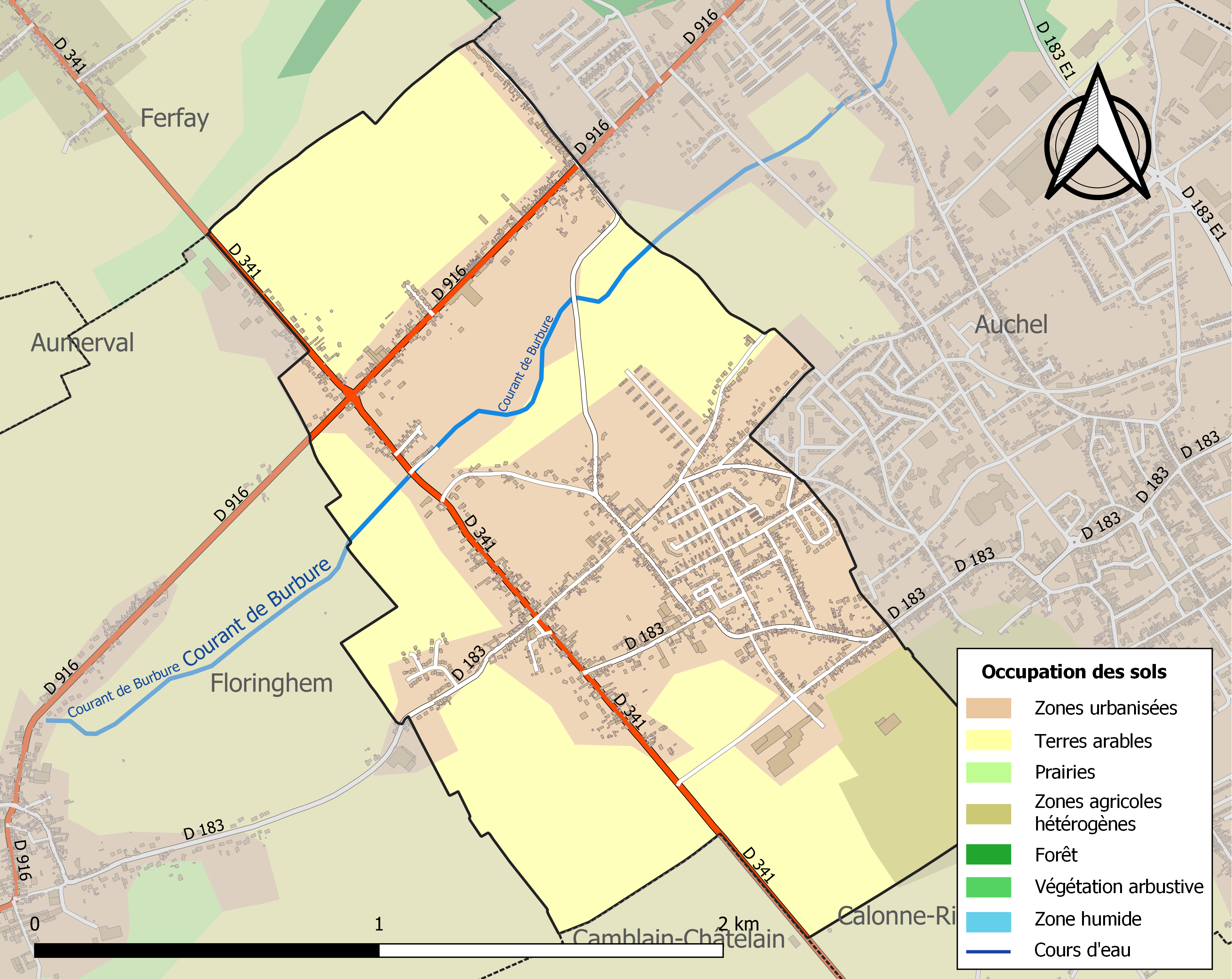
Carte des infrastructures et de l'occupation des sols de la commune en 2018 (CLC).

### Voies de communication et transports

#### Voies de communication
La commune est desservie par les routes départementales D 341 (ancienne RN 341) appelée aussi chaussée Brunehaut et D 916 (ancienne RN 16) reliant Doullens à Dunkerque.

#### Transport ferroviaire
La commune se trouve à 4 km de la gare de Calonne-Ricouart, située sur la ligne de ligne de Fives à Abbeville, desservie par des trains TER Hauts-de-France.

## Toponymie
Le nom de la localité est attesté sous les formes Cauchi en 1207 (cart. du chap. d’Arr., f° 21 v°), Cauchia en 1300 (Arch. nat., S. 5042, n° 18), La Cauchie en 1348 (cart. des chartr. de Gosnay, f° 29 r°), Cauchie à le Tour en 1628 (bibl. de Beaulieu, titres de fam.), Cauchy-à-le-Tour en 1720 (Saugrain, p. 341), Cauchy à la Tour en 1793 et Cauchy-à-la-Tour depuis 1801.
Elle s'appelle au Ve siècle Turringhem (« maison des fils de Turr ») et prend le nom de Cauchie à le Tour en 1628 et Cauchy-à-le-Tour en 1720. Cauchie = chaussée ; tour = abréviation de Turringhem.

## Histoire
Avant la Révolution française, Cauchy-à-la-Tour était le siège d'une seigneurie.
Jacques Adrien Hanotel, seigneur de Cauchy-à-la-Tour et de Rassencourt, au XVIIe siècle.
Philippe Hanotel, fils de Jacques Adrien, seigneur des mêmes lieux, bénéficie en juillet 1698 de lettres d'anoblissement données à Versailles. Il est né à Arras et demeure à Saint-Pol-sur-Ternoise. Il fait partie des 500 personnes anoblies en vertu de l'édit de mars 1696 : anoblissement de personnes méritantes mais contre finances.

## Politique et administration

### Découpage territorial
La commune se trouve dans l'arrondissement de Béthune du département du Pas-de-Calais.

#### Commune et intercommunalités
La commune est membre de la communauté d'agglomération de Béthune-Bruay, Artois-Lys Romane.

#### Circonscriptions administratives
La commune est rattachée au canton d'Auchel.

#### Circonscriptions électorales
Pour l'élection des députés, la commune fait partie de la huitième circonscription du Pas-de-Calais.

### Élections municipales et communautaires

#### Liste des maires
| Période                                  | Période                      | Identité        | Étiquette   | Qualité                                                                                |
| ---------------------------------------- | ---------------------------- | --------------- | ----------- | -------------------------------------------------------------------------------------- |
| 1944                                     | octobre 1953                 | Marcel Grébaut  | PCF         | Cafetier Décédé en fonction                                                            |
| Les données manquantes sont à compléter. |                              |                 |             |                                                                                        |
| mars 1959                                | mars 1971                    | Henri Bonnel    | PCF         | Mineur                                                                                 |
| mars 1971                                | mars 2012                    | Eugène Fontaine | PCF         | Retraité Vice-président d'Artois Comm Décédé en fonction                               |
| mai 2012                                 | octobre 2013                 | Gérard Defrance | PS          | Ancien adjoint au maire Décédé en fonction                                             |
| novembre 2013                            | En cours (au 5 février 2022) | Jacques Flahaut | PS puis DVG | Policier et militaire, Réélu pour le mandat 2014-2020, Réélu pour le mandat 2020-2026, |

## Équipements et services publics

### Justice, sécurité, secours et défense
La commune dépend du tribunal judiciaire de Béthune, du conseil de prud'hommes de Béthune, de la cour d'appel de Douai, du tribunal de commerce d'Arras, du tribunal administratif de Lille, de la cour administrative d'appel de Douai et du tribunal pour enfants de Béthune.

## Population et société

### Démographie
Les habitants sont appelés les Cauchois.

#### Évolution démographique
L'évolution du nombre d'habitants est connue à travers les recensements de la population effectués dans la commune depuis 1793. Pour les communes de moins de 10 000 habitants, une enquête de recensement portant sur toute la population est réalisée tous les cinq ans, les populations de référence des années intermédiaires étant quant à elles estimées par interpolation ou extrapolation. Pour la commune, le premier recensement exhaustif entrant dans le cadre du nouveau dispositif a été réalisé en 2008.

En 2022, la commune comptait 2 645 habitants, en évolution de −7,52 % par rapport à 2016 (Pas-de-Calais : −0,72 %, France hors Mayotte : +2,11 %).
| 1793 | 1800 | 1806 | 1821 | 1831 | 1836 | 1841 | 1846 | 1851 |
| ---- | ---- | ---- | ---- | ---- | ---- | ---- | ---- | ---- |
| 309  | 316  | 300  | 336  | 358  | 358  | 376  | 388  | 373  |

| 1856 | 1861 | 1866 | 1872 | 1876 | 1881 | 1886 | 1891  | 1896  |
| ---- | ---- | ---- | ---- | ---- | ---- | ---- | ----- | ----- |
| 392  | 461  | 679  | 704  | 792  | 757  | 734  | 1 046 | 1 110 |

| 1901  | 1906  | 1911  | 1921  | 1926  | 1931  | 1936  | 1946  | 1954  |
| ----- | ----- | ----- | ----- | ----- | ----- | ----- | ----- | ----- |
| 1 143 | 1 347 | 1 640 | 2 944 | 3 474 | 3 032 | 3 006 | 2 859 | 2 956 |

| 1962  | 1968  | 1975  | 1982  | 1990  | 1999  | 2006  | 2008  | 2013  |
| ----- | ----- | ----- | ----- | ----- | ----- | ----- | ----- | ----- |
| 3 013 | 2 997 | 2 696 | 2 712 | 2 907 | 2 856 | 2 930 | 2 951 | 2 915 |

| 2018  | 2022  | - | - | - | - | - | - | - |
| ----- | ----- | - | - | - | - | - | - | - |
| 2 768 | 2 645 | - | - | - | - | - | - | - |

#### Pyramide des âges
En 2018, le taux de personnes d'un âge inférieur à 30 ans s'élève à 35,4 %, soit en dessous de la moyenne départementale (36,7 %). À l'inverse, le taux de personnes d'âge supérieur à 60 ans est de 25,5 % la même année, alors qu'il est de 24,9 % au niveau départemental.
En 2018, la commune comptait 1 330 hommes pour 1 438 femmes, soit un taux de 51,95 % de femmes, légèrement supérieur au taux départemental (51,5 %).
Les pyramides des âges de la commune et du département s'établissent comme suit.
| Hommes | Classe d’âge | Femmes |
| ------ | ------------ | ------ |
| 0,5    | 90 ou +      | 1,0    |
| 5,9    | 75-89 ans    | 8,3    |
| 17,1   | 60-74 ans    | 17,9   |
| 20,7   | 45-59 ans    | 21,1   |
| 18,6   | 30-44 ans    | 17,7   |
| 16,8   | 15-29 ans    | 15,9   |
| 20,4   | 0-14 ans     | 17,9   |

| Hommes | Classe d’âge | Femmes |
| ------ | ------------ | ------ |
| 0,5    | 90 ou +      | 1,6    |
| 5,6    | 75-89 ans    | 8,9    |
| 16,7   | 60-74 ans    | 18,1   |
| 20,2   | 45-59 ans    | 19,2   |
| 18,9   | 30-44 ans    | 18,1   |
| 18,2   | 15-29 ans    | 16,2   |
| 19,9   | 0-14 ans     | 17,9   |

### Sports et loisirs
Cauchy possède deux principales activités sportives : le club de football de l'AS Cauchy et le club de pétanque.

## Culture locale et patrimoine

### Lieux et monuments
- L'église Saint-Pierre.
- Le monument aux morts[40].
- La maison natale de Philippe Pétain, aujourd'hui propriété de l'association pour défendre la mémoire du maréchal Pétain[41].

### Personnalités liées à la commune
- Philippe Pétain (1856-1951), militaire, diplomate, homme politique et ex maréchal de France, né à Cauchy-à-la-Tour.
- André Delelis (1924-2012), député-maire de Lens de 1966 à 1998, ancien ministre de l'Artisanat de François Mitterrand de 1981 à 1983, né à Cauchy-à-la-Tour.
- Simon Colliez, chanteur, auteur de la chanson Louis par chi Louis par là pour Radio Alfa.
- José Évrard (1945-2022), homme politique, né à Cauchy-à-la-Tour.

### Héraldique
| Blason de Cauchy-à-la-Tour | Blason  | Écartelé : au 1er coupé au I d'azur au cheval marin d'argent et au II d'or plain, au 2e de gueules au pic et à la hache de mineur cousus de sable et passés en sautoir, à la lampe du même allumée d'or brochant sur les outils et surmontée d'une barrette de sable, au 3e d'azur à la gerbe de blé d'or, au 4e d'argent au lion de gueules; au bâton en bande alésé d'azur chargé de sept étoiles d'or, 1, 2, 1, 2 et 1, brochant sur le tout. |
| Blason de Cauchy-à-la-Tour | Détails | * Ces armes emploient le terme « cousu » dans le seul but de contrevenir à la règle de contrariété des couleurs : elles sont fautives : sable sur gueules. Le statut officiel du blason reste à déterminer. |

## Pour approfondir

#### Bases de données, dictionnaires et encyclopédies
- Ressources relatives à la géographie :   - Insee (communes)
  - Ldh/EHESS/Cassini
- Ressource relative à plusieurs domaines :   - Annuaire du service public français
- Ressource relative à la musique :   - MusicBrainz
- Notices d'autorité :   - VIAF
  - BnF (données)
  - IdRef
  - GND